# Coşkun Taş
Coşkun Taş (23. dubna 1935, Aydın – 11. listopadu 2024, Kolín nad Rýnem) byl turecký fotbalista, útočník.

## Fotbalová kariéra
Začínal v Turecku v týmu Beşiktaş JK, se kterým vyhrál dvakrát turecký fotbalový pohár. Dále hrál v Německu za 1. FC Köln a Bonner FV. V Poháru mistrů evropských zemí nastoupil v 1 utkání. Za reprezentaci Turecka nastoupil v roce 1954 ve 3 utkáních. Byl členem turecké reprezentace na Mistrovství světa ve fotbale 1954, nastoupil v utkání proti Německu.

## Ligová bilance
| Ročník                          | Zápasy | Góly | Klub        |
| ------------------------------- | ------ | ---- | ----------- |
| 1. turecká liga 1959            | 6      | 0    | Beşiktaş JK |
| Fußball-Oberliga West 1959/1960 | 13     | 4    | 1. FC Köln  |
| Fußball-Oberliga West 1960/1961 | 5      | 0    | 1. FC Köln  |
| CELKEM 1. turecká liga          | 6      | 0    |             |
| CELKEM Fußball-Oberliga West    | 18     | 4    |             |